# Gefleckte Keulenschrecke
Die Gefleckte Keulenschrecke (Myrmeleotettix maculatus) ist eine Kurzfühlerschrecke aus der Familie der Feldheuschrecken (Acrididae).

## Merkmale
Die Tiere werden 11 bis 13 Millimeter (Männchen) bzw. 12 bis 17 Millimeter (Weibchen) lang und zählen damit zu den kleinsten mitteleuropäischen Feldheuschrecken. Ihr Körper ist variabel schwarzbraun bis gelbbraun, häufig auch grün gefärbt oder bunt gemustert. Das Hinterleibsende der Männchen ist meist rötlich gefärbt. Durch ihre Färbung sind die Tiere perfekt an ihre Umgebung angepasst und nur sehr schwer zu erkennen. Der Vorderrand der Flügel ist nicht ausgebuchtet und das dunkel gefleckte Medialfeld ist leicht erweitert.
Die Fühler der Männchen sind an den Enden keulenförmig verdickt, wovon sich der deutsche Artname ableitet. Die Keulen sind einfärbig dunkel gefärbt und häufig nach außen gekrümmt. Weibchen besitzen nur schwach ausgeprägte Keulen. Sie sind deswegen leicht mit dem ähnlichen Rotleibigen Grashüpfer (Omocestus haemorrhoidalis) zu verwechseln. Von ihm unterscheidet sich die Art unter anderem durch die Halsschildlänge, die etwa der Kopflänge entspricht, beim Rotleibigen Grashüpfer jedoch deutlich größer als diese ist.

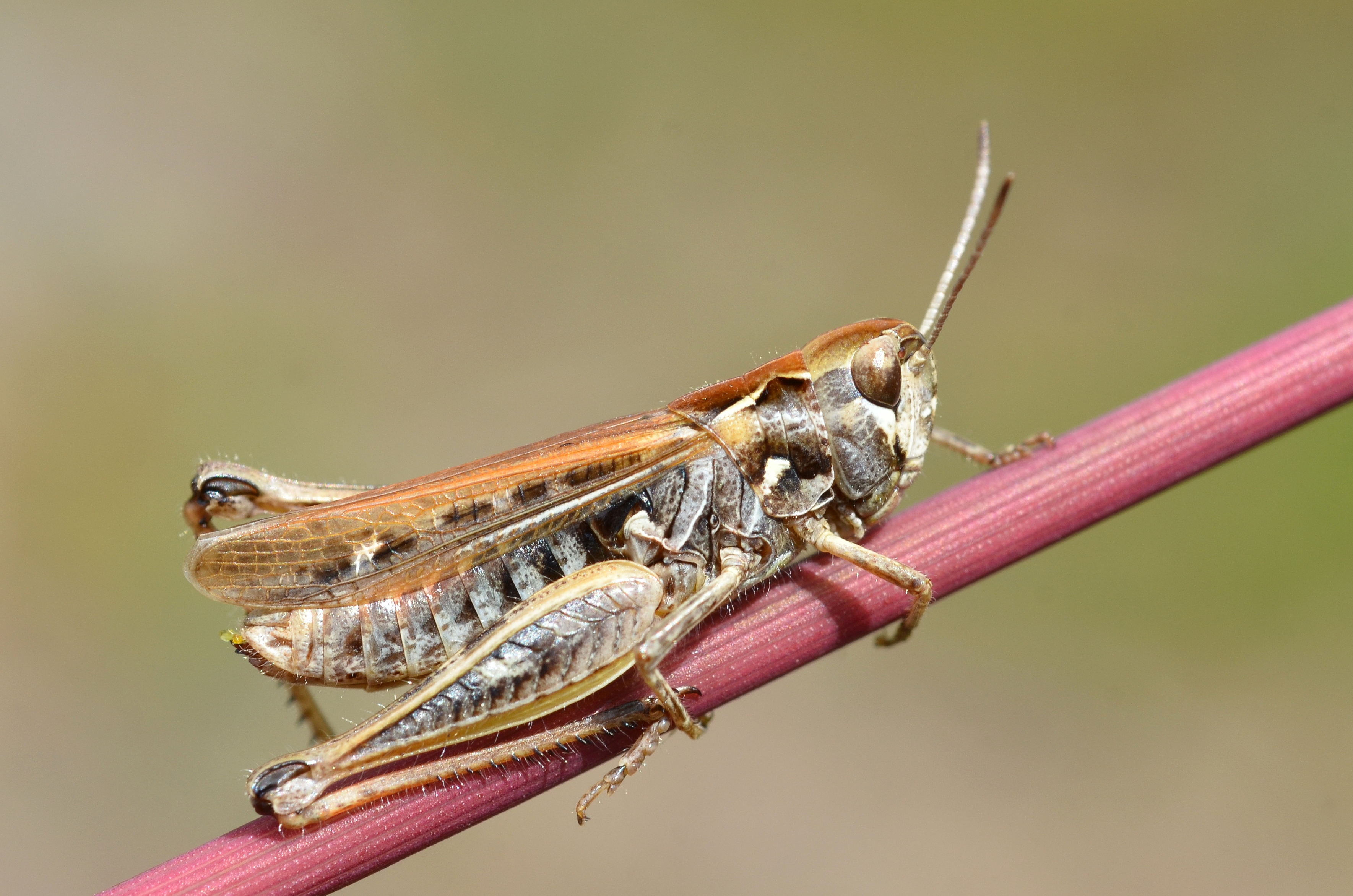
Gefleckte Keulenschrecke, Weibchen
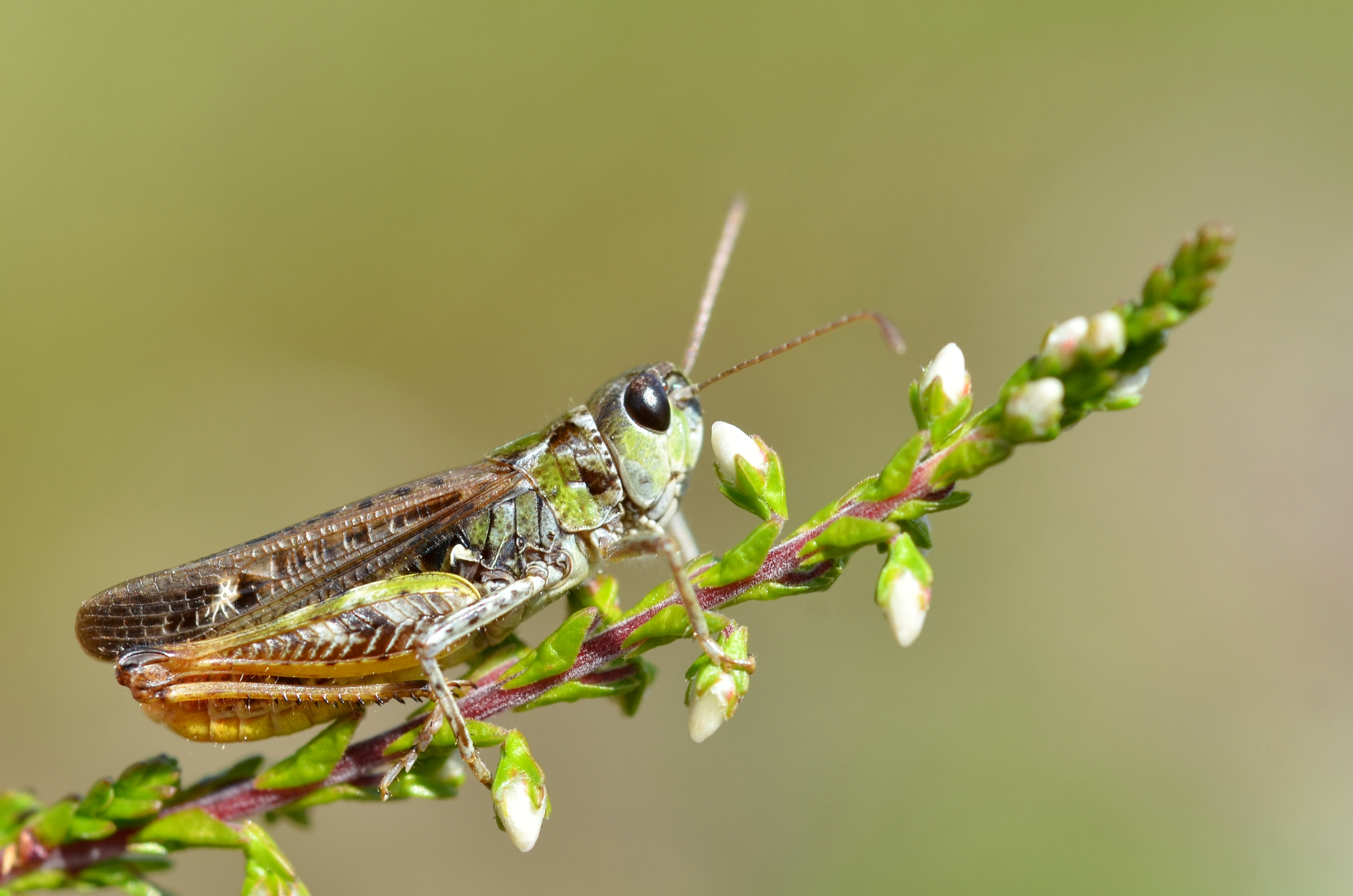
Gefleckte Keulenschrecke, Männchen

## Vorkommen und Lebensraum
Die Art kommt in Nordafrika, Europa und Asien östlich bis nach Sibirien vor. Im Norden ist sie von den Britischen Inseln über Skandinavien und Russland, nördlich bis etwa zum Polarkreis verbreitet, im Süden erstreckt sich das Vorkommen von Marokko, über den Süden Spaniens, Kalabrien und Griechenland bis in die Türkei. Man findet sie von Meereshöhe bis in etwa 2.500 Metern Seehöhe, etwa in den französischen Alpen und am Balkan.
Die Gefleckte Keulenschrecke lebt in trockenen, schwach bewachsenen Habitaten, wie etwa Heiden, Sanddünen oder Trockenrasen. Man findet sie jedoch auch in verheideten, trockenen und schwach bewachsenen Bereichen von Mooren. Sie benötigt unbewachsene Bodenstellen und meidet kalkige Böden.

## Lebensweise
Die Gefleckte Keulenschrecke ernährt sich herbivor von einer Vielzahl verschiedener Pflanzenarten und ist nicht nur auf Gräser spezialisiert. Die Weibchen legen ihre Eier in Gelegen zu zwei bis acht Stück oberflächlich im Boden ab. Dabei werden kalkarme und wenig feuchte Böden bevorzugt. Die adulten Tiere kann man zwischen Ende Mai und Mitte Oktober beobachten.

## Balz und Paarung
Das Männchen wirbt mit etwa 10 Sekunden langen Strophen, die aus mehreren etwa 0,5 Sekunden langen, schwirrenden „rrr“-Lauten bestehen und nur kurz unterbrochen sind. Am Ende des Gesangs werden die Abstände etwas größer. Rivalen wird mit einem etwas modifizierten Gesang begegnet. Bei der Balz, die fast ausschließlich bei Sonnenschein stattfindet, läuft das Männchen mehrmals um seine Partnerin herum.